# Schueziella quercicola
Schueziella quercicola är en tvåvingeart som beskrevs av Stelter 1994. Schueziella quercicola ingår i släktet Schueziella och familjen gallmyggor.
Artens utbredningsområde är Tyskland. Inga underarter finns listade i Catalogue of Life.